# 梨形馬勃
梨形馬勃（Lycoperdon pyriforme）為一種馬勃屬的腐生真菌，分布範圍相當廣泛。本種的子實體通常於秋天冒出，可利用落葉植物或松柏門的樹幹。未成熟的梨形馬勃屬於一種食用蕈類，可食期的馬勃菌肉為白色。

## 外部連結
- Commentary and Demonstration of puffing Stump Puffballs （页面存档备份，存于）
- 梨形馬勃在Index Fungorum中的資訊
- Mushroom Expert Profile （页面存档备份，存于）

- 維基物種上的相關：梨形馬勃